# 学校へ行こう!MAX
『学校へ行こう!MAX』（がっこうへいこう マックス、英名：GROOVY AFTER SCHOOL MAX!）とはTBS系列で、日本時間の毎週火曜日19時56分から20時54分まで放送していた学校教育バラエティ番組である。2006年3月までは19時54分（TBS以外では原則として20時）からの放送だった。

## 出演
『学校へ行こう!』時代と比べ、出演者ごとのテロップの色分けが明確になっている。

### MC
- みのもんた （みのりかわ学園校長） - テロップの色：■茶色

### レギュラー
- V6
  - 坂本昌行 - テロップの色：■青
  - 長野博 - テロップの色：■オレンジ
  - 井ノ原快彦 - テロップの色：■赤
  - 森田剛 - テロップの色：■紫
  - 三宅健 - テロップの色：■緑
  - 岡田准一 - テロップの色：■黄色（復活特番『学校へ行こう!2015』では■水色）
- 渡辺満里奈（2007年10月30日から2008年3月18日まで、産休のため一時降板）
- 夏帆

## 概要
2005年4月19日スタート。前身番組の『学校へ行こう!』をリニューアルした番組である。前番組は放送開始当初から、TBSを代表する人気番組となった。しかし番組の人気上昇に伴い、次第に本来の趣旨から逸脱した企画が増え、一部過激な発言や描写が増えた影響で「親が子供に見せたくない番組」にランクインし、視聴率も裏番組の『踊る!さんま御殿!!』に追い抜かれるようになったため、内容も本来の趣旨である「日本の学生」を中心としたものへと原点回帰された。
しばしば19時台に放送されている『ぴったんこカン・カン』と交互に2時間（18:55 - 20:54）のスペシャル番組が放送されることが多く、レギュラー放送は月2・3回程度に留まる時期があった。
2008年2月5日の放送では「照れたら負けよ!愛してるゲーム」が行われ、約3年ぶりにゲーム企画が復活。また同年4月15日放送分よりHD制作になった。
末期には視聴率が一桁を記録することが多くなり、2008年9月2日、2時間スペシャル『学校へ行こう!MAX 11年ありがとう!大卒業式スペシャル!』をもって放送終了。『学校へ行こう!』時代を含め11年の歴史に幕を下ろした。終了直前の同年8月12日・8月19日の放送では「学校へ行こう!再会スペシャル ～あなたに会えて人生が変わりました～」と題して、『学校へ行こう!』時代から登場した学生達のもとをV6が訪れ、各自の近況を聞いた。

## 主なコーナー
ニッポン学生の声大ローラー作戦!
『学校へ行こう!』の最終回・2005年3月15日に放送された「ニッポン!学生聞き込み調査隊!!」が前身。
学生にインタビューしているVTRの中で、気になる学生にV6のメンバーが実際に会いに行く『学校へ行こう!』の原点に立ち返ったコーナー。ナビゲーターは「みの宮金次郎」（声・ハローバイバイ金成公信）。
文舞両道フリツケ甲子園
学校対抗方式で、日本一の男子高校生ダンスグループを決める企画。実質2005年6月14日開始。
発端は2005年4月19日放送回にて、灘高等学校に通う6人の男子高校生が「モテたいから」という理由でダンスユニットを結成、「文化祭で『サンダーバード-your voice-』を披露したいので指導してほしい」とV6にFAXで助けを求めたことでV6から直接ダンス指導を受けるという企画より。ユニットは森田により「灘6」と命名された。途中ディレクターが灘6と踊りマネをして骨折するというトラブルがあったが、5月の灘高文化祭で見事に踊りきった。
これに触発されたのか、その後、麻布高等学校の生徒が「麻布ぃ6」を結成、2005年6月7日放送の「ニッポン学生の声大ローラー作戦!」に登場し、灘6をライバル視。さらに早稲田大学高等学院の生徒による「早稲6」、筑波大学附属駒場高等学校の生徒による「筑6」など次々に登場し「フリツケ甲子園」の企画に至った。
彼らに発表の場を与えようと決定した「全国男子学生フリツケ甲子園・夏の陣」では、ほかに青山学院高等部の「青3（ブルースリー）」、立教新座高等学校の「立6」、武蔵高等学校の「武蔵Kids」（由来はKinKi Kids）が出場した。なお、東大寺学園高等学校や番組プロデューサー吉田裕二の母校でもあるラ・サール高等学校も参加が期待されたが、両校については学校側が許可しなかった模様である（ただ、ラ・サール高校は日本テレビ系『1億人の大質問!?笑ってコラえて!』には登場している）。
2005年9月6日放送の「第1回文舞両道フリツケ甲子園」で栄えある優勝校に選ばれたのは「筑6」であった。因みに授賞式当日に早稲6の授賞シーンだけカットされた。
ニッポンの今ドキあたりまえ学生
2005年5月17日放送。「あたりまえスロット」を回転させ、止まった項目に従ってV6が学生に街頭インタビューを行うコーナー。
岡田准一のクイズおもいっきり学校News
2005年5月24日開始。学生代表に学校生活に必要な知識に関する問題を突然出題し、60秒以内に答えを出させる。
宮崎学園合唱部合唱コンクールへの道
2005年6月14日放送に登場した「合唱部を作りたい」という男子学生率いる合唱部を追跡する密着ドキュメント。2005年10月25日に合唱コンクール九州大会の模様を放送。
エアボーカリスト
2006年6月27日開始。2006年2月21日の放送で、学生がネットで発見した「バック・ドミトリー・ボーイズ（后舎男生）」という中国・広東省の学生グループがバックストリート・ボーイズの『I WANT IT THAT WAY』を口パクする映像を紹介したところ、視聴者から大きな反響を呼んだことで始まった企画。初回から佐賀大学の野球部や嘉手納外語塾の生徒などが投稿した作品が注目を集めた。参加資格は原則として学生であること（まれに社会人もいる）、固定カメラで撮影すること、洋楽の有名ヒットソングであること（外国人の場合は邦楽でも可）。企画名はエアボーカル、エアボと紹介されることもある。
約20年前からこれに似た活動をしていたという40代の男性や、「あきる野市のスーパーエアーボーカリスト」の異名をとる高校2年生「リッキー」など笑える作品から、自分で映像処理をしたプロのPVに近いクオリティーの作品まで幅広く投稿された。
女装パラダイス
2008年1月22日開始。女装した男子学生がその美貌を披露するという趣旨のコーナー。後期には東京ガールズコレクションへの参加や芸能人へのドッキリを仕掛けることがあった。
学校へ行こう！ 自由研究
視聴者からの素朴な疑問や要望を、V6が学生たちとともに検証するコーナー。2008年6月10日から開始したが、以降ほぼ毎週のように放送されており、1時間すべてがこのコーナーのスペシャル回だったこともあった（同年6月17日放送分）。
bvex trax
2008年6月3日開始。前番組『学校へ行こう!』の「B-RAP HIGH SCHOOL」に類似したコーナー。下町や美術館などの様々なシチュエーションのもと、替え歌を披露する。UXILE（ウザイル）、キャロリー、イブクロ、演ジェラ・アキ、スリーソンバットなどが活躍。タイトルの由来はV6の所属レコード会社「avex trax」から。長らく続いた「B-RAP HIGH SCHOOL」に対し、番組が同年9月に終了したためわずか4回の放送にとどまった。

## 登場人物
崎浜君
他の人のインタビューのときに、偶然後ろを通りかかる。シャチホコのまねで、大爆笑をさらう。インタビューの特別編でわざわざスタッフを呼び出し、側筋（腹筋と背筋のまんなから辺を鍛える）を披露した。また、V6の沖縄旅行では跳びシャチを披露した。
井出君
崎浜君のVTRの後に、スタジオで発見。後日、井出君の家で趣味のバスケット、天気予報の話を聞く。また、その際に井出君は好きだった女の子に告白（正確に言うと、返事を聞いただけ）。
佐藤君
2006年8月22日放送分で紹介された、千葉県の成田高校のチアダンス部の唯一の男子部員。卒業後に大分県の日本文理大学に進学し、チアリーディング部に所属。2009年の全日本学生選手権大会ではAチーム入りを果たし、同大学チアリーディング部のV14（14大会連続優勝）に貢献。後に同部の主将も務めた。

## スタッフ（最終回時点）
- 構成：おちまさと、都築浩、樋口卓治、村上卓史、すずきB、渡辺勝彦、藤井輝久、石津聡
- ナレーター：奥田民義
- リサーチ：真壁寿子
- イラスト：高橋潤（スイスイ）
- TM (テクニカルマネージャー)：箸透
- TD (テクニカルディレクター)：阿部直樹
- カメラ：藤田栄治
- VE (ビデオエンジニア)：出口博久
- 音声：鈴木誠司
- 照明：加藤美和子
- ロケ技術：野中利克、野上正樹、金子幸政、伝田直樹
- 美術：三須明子
- 美術制作：安川毅
- 装置：谷平真二
- 大道具操作：牧ヶ谷純二
- 装飾：野呂利勝
- 電飾：澤田稔
- メカシステム：庄子泰広
- 持道具：貞中照美
- 衣裳：永井碧
- メイク：惣門亜希子
- スタイリスト：御法川靖子（みの担当＝夫人）、五十嵐孝智、三上津香沙、寄森久美子
- オープニング：鶴田隆司
- CGデザイン：梅沢智仁
- 編集：野口善弘
- MA：並木丈治
- 音効：幾代学、田中健
- web制作：システム四季
- TK (タイムキーパー)：飛田亜也
- 番組宣伝：小林恵美子
- デスク：渡辺香織
- AP (アシスタントプロデューサー)：廣友忠伸、荒井美妃
- ディレクター：和田英智、堤俊博、金原将公、石黒光典、及川慶、戸田悠貴、横井雄一郎
- チーフディレクター：平田さおり / 藤田賢城（BERMUDA）
- 総合演出：江藤俊久
- プロデューサー：櫟本憲勝
- チーフプロデューサー：合田隆信
- 協力：ジャニーズ事務所
- 技術協力：ProCam
- 制作：TBSテレビ
- 製作著作：TBS

### 過去のスタッフ
- チーフプロデューサー：戸髙正啓、吉田裕二
- プロデューサー：荒牧克久
- ディレクター：田口健介、有馬巨人、松木大輔、山中健洋
- TM (テクニカルマネージャー)：中澤健
- メカシステム：大谷圭一
- 衣裳：中川博次
- メイク：アートメイク・トキ
- 音効：澤井隆志

## テーマソング
- V6「UTAO-UTAO」（2005年4月～9月）
- V6「Wonder World」（2005年10月～2006年5月16日）
- V6「グッデイ!!」（2006年5月23日〜7月11日）
- V6「Train」（2006年7月18日～12月）
- V6「僕と僕らのあした」（2007年1月～5月15日）
- V6「ジャスミン」（2007年5月22日〜8月）
- V6「Voyager 〜ボイジャー〜」（2007年9月～12月5日）
- V6「way of life」（2007年12月11日～2008年4月15日）
- 20th Century「オレじゃなきゃ、キミじゃなきゃ」（2008年4月22日～5月13日）
- V6「蝶」（2008年5月20日～6月24日）
- V6「常夏VIBRATION」（2008年7月～8月5日）
- V6「Believe」（2008年8月12日～9月2日）